# Одань (посёлок)
Ода́нь — посёлок в Косинском районе Пермского края. Входит в состав Светличанского сельского поселения.

## География
Располагается севернее районного центра, села Коса, в устье реки Одань. Расстояние до районного центра составляет 20 км.

## История
По данным на 1 июля 1963 года посёлок входил в состав Солымского сельсовета.

## Население
| 1963 | 2010 |
| ---- | ---- |
| 186  | ↘2   |

По данным Всероссийской переписи населения 2010 года, в посёлке проживало 2 человека (1 мужчина и 1 женщина).